# Ortenovo náměstí
Ortenovo náměstí je veřejné prostranství nacházející se v pražských Holešovicích v městské části Praha 7. Prostranství má parkovou úpravu. Po jižní straně náměstí po Plynární ulici prochází tramvajová linka směrem od Pražského výstaviště okolo nádraží Praha-Holešovice k bývalému Holešovickému pivovaru. Náměstí vévodí mohutná budova Masarykovy školy s velkým dětským hřištěm. Na náměstí se sbíhají holešovické ulice Plynární, U Uranie, Přívozní, U Pergamenky, Osadní, Vrbenského a Komunardů.

## Názvy náměstí
Náměstí v minulosti vystřídalo tato pojmenování:
- 1903–1925 – náměstí U Uránie (Lidové divadlo Uranie)
- 1925–1940 – Holešovické náměstí
- 1940–1945 – Myslbekovo náměstí (Josef Václav Myslbek)
- 1945–1948 – Holešovické náměstí
- 1948–1991 – Dimitrovovo náměstí (Georgi Dimitrov)
- 1991 – Ortenovo náměstí (Jiří Orten)

## Významné objekty a instituce
- Masarykova škola na Ortenově náměstí.Lidové divadlo Uranie (1903-1946)

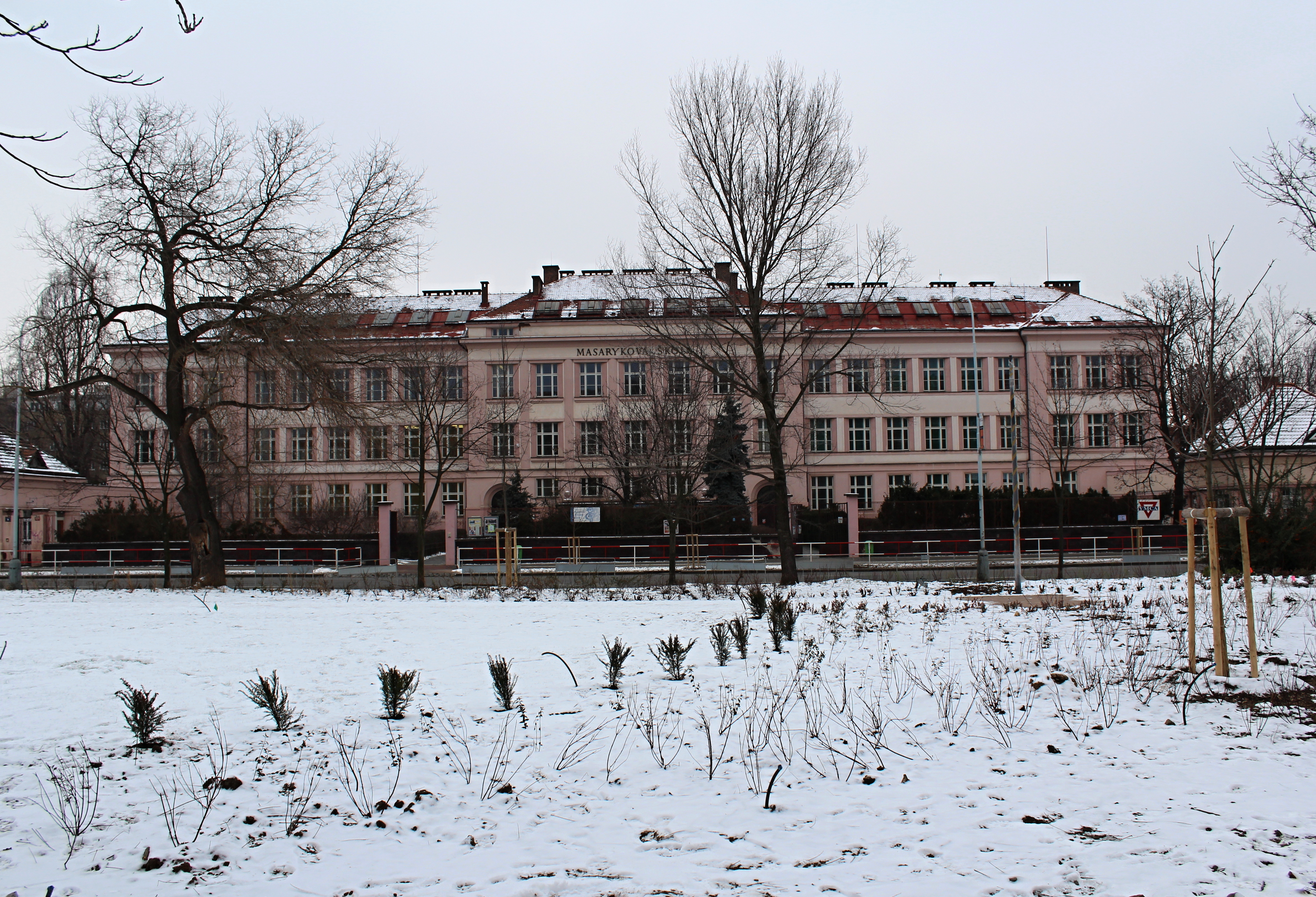
Masarykova škola na Ortenově náměstí.

- pobočka Městské knihovny v Praze - roku 2014 přemístěna do Tusarovy ulice
- Masarykova základní škola (Holešovice) a Gymnázium Duhovka
- Hospodářská ústředna telekomunikací (původně průmyslový areál)
- Hotel Alta (stojící na místě zbořeného hotelu Morávek)
- areál České pošty - Poštovní tiskárna cenin Praha
- Rádio Impuls